# Facultad de Relaciones Laborales y Recursos Humanos de Albacete
La Facultad de Relaciones Laborales y Recursos Humanos de Albacete es un centro docente de la Universidad de Castilla-La Mancha donde se imparten estudios superiores de ciencias del trabajo. Está situada en la Ciudad Universitaria de la ciudad española de Albacete.

## Historia
El origen de la Facultad de Relaciones Laborales y Recursos Humanos de la Universidad de Castilla-La Mancha se remonta a la antigua titulación de Graduados Sociales que comenzó a impartirse en 1989 en la Escuela Universitaria de Graduados Sociales creada por transformación del Seminario de Estudios Sociales. La facultad fue el centro impulsor en España del plan de estudios que permitió el paso de la titulación de Graduados Sociales a la de Relaciones Laborales, una diplomatura que se impartió desde 1992 en la denominada Escuela Universitaria de Relaciones Laborales, hasta que, con su conversión en el grado de Relaciones Laborales y Desarrollo de Recursos Humanos, recibió su denominación actual en 2010.

## Titulaciones
La facultad ofrece a sus alumnos los siguientes estudios de grado y posgrado:
Grado
- Grado en Relaciones Laborales y Desarrollo de Recursos Humanos

Posgrado
- Máster oficial
  - Máster Universitario en Estrategia y Marketing de la Empresa

- Títulos propios
  - Título de Experto en Seguridad Social
  - Máster sobre Empleo, Relaciones Laborales y Diálogo Social
  - Curso de experto en seguridad social

## Alumnado y personal
La Facultad de Relaciones Laborales y Recursos Humanos de Albacete cuenta, en el curso 2013-2014, con un total de:
- 270 alumnos (curso 2012-2013)
- 27 profesores
- 15 empleados de administración y servicios

## Áreas departamentales docentes

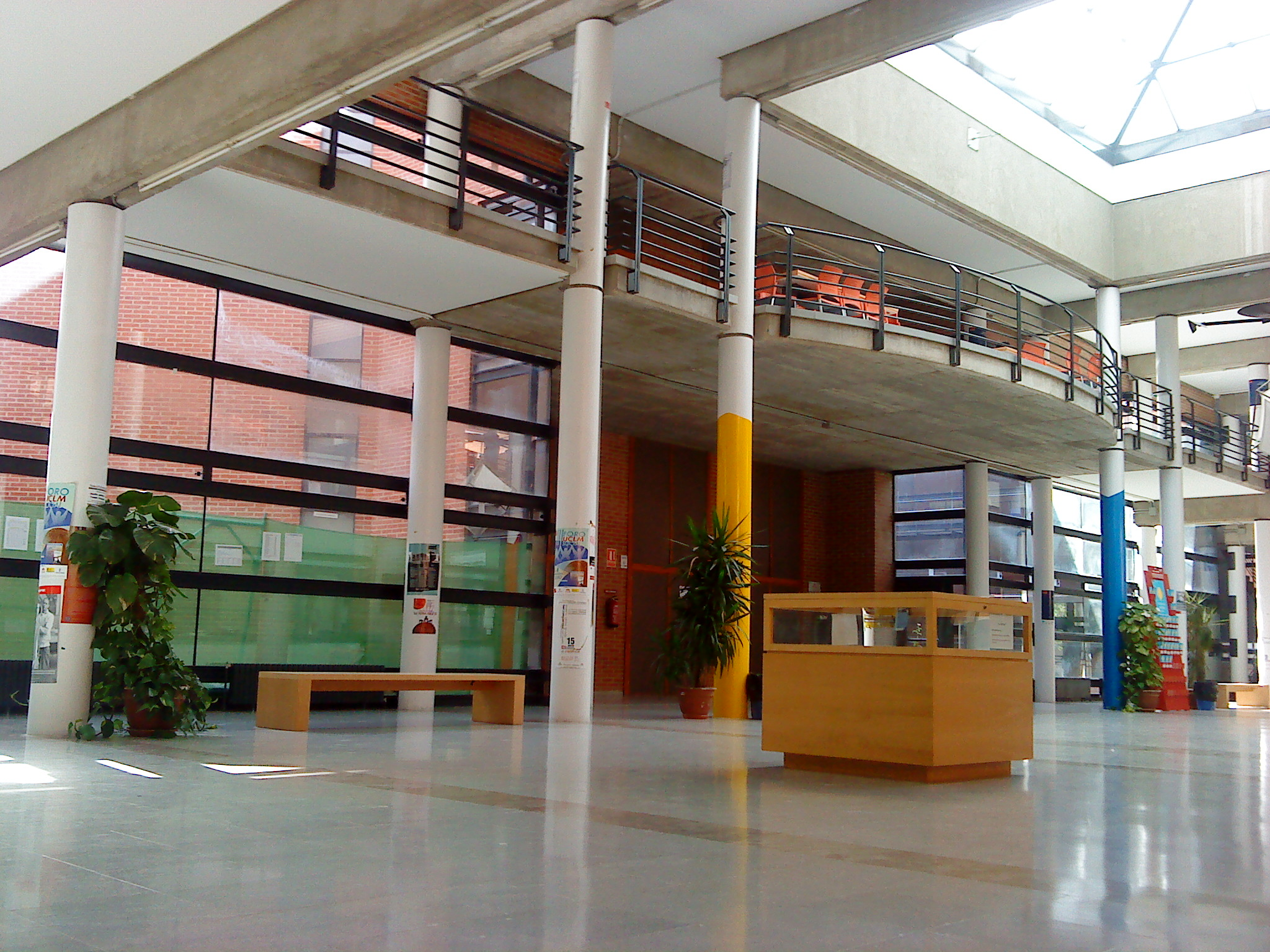
Interior de la Facultad de Relaciones Laborales y Recursos Humanos de Albacete

Los siguientes departamentos tienen actividad en la Facultad de Relaciones Laborales y Recursos Humanos de Albacete:
- Departamento de Administración de Empresas
- Departamento de Ciencia Jurídica y Derecho Público
- Departamento de Derecho Civil e Internacional privado
- Departamento de Derecho del Trabajo y Trabajo Social
- Departamento de Derecho Público y de la Empresa
- Departamento de Economía Española e Internacional, Econometría e Historia e Instituciones
- Departamento de Filología Moderna
- Departamento de Filosofía
- Departamento de Historia
- Departamento de Psicología